# 521 Brixia
521 Brixia este un asteroid din centura principală, descoperit pe 10 ianuarie 1904, de Raymond Dugan.